# Leeuw van Al-Lāt

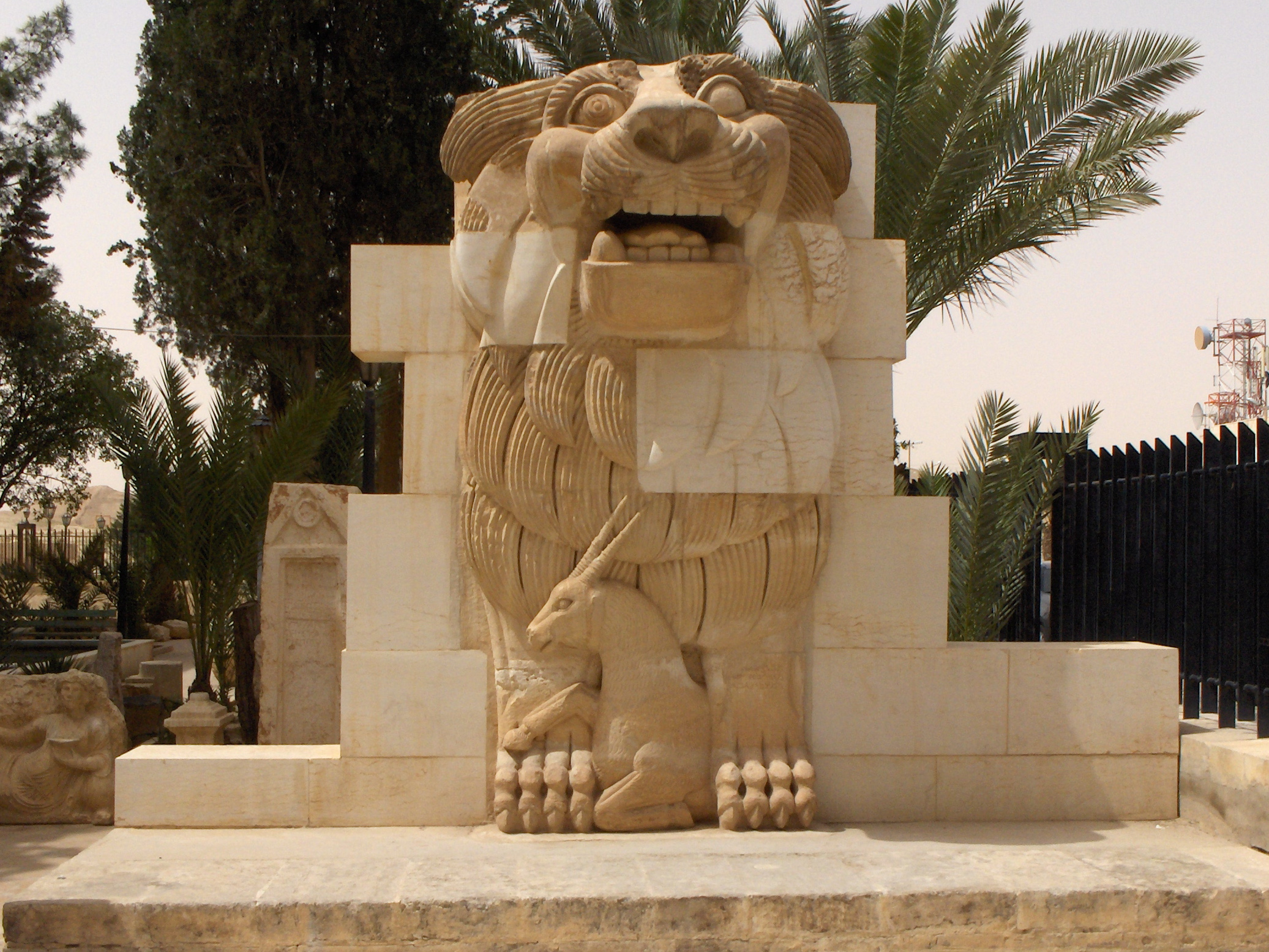
De Leeuw van Al-lāt in 2010

De Leeuw van Al-Lāt was een monumentaal kalkstenen standbeeld in de historische ruïnestad Palmyra. Het was gewijd aan de pre-islamitische god Allāt en maakte ooit deel uit van de tempel van Allāt. Het stelde een leeuw voor, met in de schoot een gazelle. Het beeld moet in de 1e eeuw zijn gemaakt. Het was 3,5 m hoog en woog 15 ton. 
In 1977 werd het beeld teruggevonden, waarna het een monument werd. In juni 2015 werd het beeld vernield door strijders van IS, die de ruïnestad hadden ingenomen. 

## Ontdekking
In 1977 werd de Leeuw van Al-Lāt in stukken ontdekt door een groep Poolse archeologen onder leiding van Michał Gawlikowski. Een deel van het materiaal van het standbeeld was al in de Oudheid opnieuw gebruikt voor een fundering als onderdeel van de tempel. Er werd besloten om het beeld weer in elkaar te zetten, om het daarna voor de ingang van het museum van Palmyra te zetten. In 2005 werd begonnen met de restauratie- en reconstructiewerkzaamheden waarbij de verschillende onderdelen van het beeld weer bij elkaar werden gebracht. Er werd geprobeerd het zoveel mogelijk terug te brengen in de staat waarin het zich oorspronkelijk moest hebben bevonden.

## Vernietiging
Nadat in 2011 de Syrische Burgeroorlog was uitgebroken, werd geprobeerd de Leeuw van Al-Lāt met een stalen plaat en zandzakken af te dekken, om beschadiging te voorkomen.
Op 21 mei 2015 werd het oude Palmyra samen met de nabijgelegen moderne stad Tadmoer ingenomen door IS. Op 27 juni werd bekend dat IS de Leeuw van Al-Lāt had vernield. IS-militanten waren er tevens in geslaagd om enkele andere standbeelden van Palmyra die men naar Aleppo had proberen over te brengen in handen te krijgen. Deze beelden zijn waarschijnlijk ook vernield. Het was de eerste in een reeks verwoestingen die IS op de archeologische plek zou aanrichten. 